# سيو يونغ-جاي
سيو يونغ-جاي (هانغل: 서영재) هو لاعب كرة قدم كوري جنوبي في مركز ظهير ‏، ولد في 23 مايو 1995 في مدينة وونجو في كوريا الجنوبية. لعب مع نادي هامبورغ.

## وصلات خارجية
- سيو يونغ-جاي على موقع دوري كوريا الجنوبية (الإنجليزية)
- سيو يونغ-جاي على موقع قاعدة بيانات كرة القدم.إي يو (الإنجليزية)
- سيو يونغ-جاي على موقع Soccerway.com (الإنجليزية)
- سيو يونغ-جاي على موقع عالم كرة القدم.نت (الإنجليزية)